# 乙酰肉鹼
乙酰左式肉鹼（简写为ALCAR）是左式肉碱的一种酯化物，也是一种常见的食品添加剂。广泛存在于植物和动物组织中。
乙酰左式肉碱主要被用于减肥和肌肉锻炼中，目前尚未有可靠的实验能够证明它对健康成年人的功效。